# Busak, Nikšić
Busak este un sat din comuna Nikšić, Muntenegru. Conform datelor de la recensământul din 2003, localitatea are 24 de locuitori (la recensământul din 1991 erau 36 de locuitori).

## Demografie
În satul Busak locuiesc 21 de persoane adulte, iar vârsta medie a populației este de 44,8 de ani (35,5 la bărbați și 55,8 la femei). În localitate sunt 7 gospodării, iar numărul mediu de membri în gospodărie este de 3,43.
Această localitate este populată majoritar de sârbi (conform recensământului din 2003).
|  |

| Demografie | Demografie | Demografie |
| An         | Locuitori  | Locuitori  |
| ---------- | ---------- | ---------- |
|            |            |            |
|            |            |            |
|            |            |            |
|            |            |            |
| 1948       | 190        |            |
| 1953       | 199        |            |
| 1961       | 183        |            |
| 1971       | 126        |            |
| 1981       | 56         |            |
| 1991       | 36         | 36         |
| 2003       | 24         | 24         |

| \| Componența etnică conform recensământului din 2003[2] \| Componența etnică conform recensământului din 2003[2] \| Componența etnică conform recensământului din 2003[2] \| Componența etnică conform recensământului din 2003[2] \| Componența etnică conform recensământului din 2003[2] \| \| ----------------------------------------------------- \| ----------------------------------------------------- \| ----------------------------------------------------- \| ----------------------------------------------------- \| ----------------------------------------------------- \| \| \| \| \| \| \| \| Sârbi \| Sârbi \| \| 20 \| 83,33% \| \| Muntenegreni \| Muntenegreni \| \| 4 \| 16,66% \| \| necunoscută \| necunoscută \| \| 0 \| 0% \| |              |  |    |        |
| Componența etnică conform recensământului din 2003 |              |  |    |        |
| |              |  |    |        |
| Sârbi | Sârbi        |  | 20 | 83,33% |
| Muntenegreni | Muntenegreni |  | 4  | 16,66% |
| necunoscută | necunoscută  |  | 0  | 0%     |